# Coelaenomenodera suturalis
Coelaenomenodera suturalis es un coleóptero de la familia Chrysomelidae.
Fue descrita científicamente en 1844 por Guérin-Méneville.